# Inger Schaap
Inger Schaap (1984) is een Nederlands historica en onderzoeker aan de Universiteit van Amsterdam. Ze doet onderzoek en publiceert op het gebied van geschiedenis.
Schaap studeerde in 2009 cum laude af aan de Universiteit van Amsterdam in Holocaust en genocidestudies. 
Tussen 2009 en 2015 werkte ze op de afdeling educatie van de Anne Frank Stichting.
In 2013 werd ze bestuurslid en redacteur van Historisch Café, waarin historici met elkaar spreken over een scala van onderwerpen.
Inger Schaap was van 2015 tot 2018 directeur van Humanity in Action, een educatieve organisatie die zich richt op mensenrechten en rechten van minderheden. Tussen 2016 en 2022 was zij bestuurslid van de stichting Amsterdam Museumnacht, ook werkte ze voor het Joods Cultureel Kwartier.

## Auteur

### Silbertanne
Haar scriptie verscheen in 2010 in boekvorm onder de titel Sluipmoordenaars -  de Silbertanne-moorden in Nederland, 1943-1944. Ze maakt hierin een reconstructie over de Silbertanne-moorden in Nederland. 
In Sluipmoordenaars - de Silbertanne-moorden in Nederland wordt een overzicht gegeven van de Silbertanne Aktion tussen september 1943 en september 1944. Bij de Aktion werden een geheime operaties uitgevoerd door Nederlandse SS’ers als vergeldingsactie van verzetsaanslagen tijdens de Tweede Wereldoorlog. De slachtoffers werden vaak ter plekke doodgeschoten, waar familieleden bij waren. Inger Schaap toonde aan dat bij deze vergeldingsacties van de bezetter 45 onschuldige Nederlanders het leven lieten en dat elf slachtoffers de aanslagen overleefden. Doordat veel archieven verloren waren gegaan gebruikte Schaap het centraal archief Bijzondere rechtspleging in Den Haag als belangrijkste bron.

### Kamp Vught
Daadkracht rond kamp Vugt behandelt de contacten tussen de gevangenen van Kamp Vught tijdens de Tweede Wereldoorlog. Hoofdpersoon is de daadkrachtige Eelkje Timmenga. Voor families die zelf geen voedsel konden sturen stelde zij een adoptiesysteem op. Met de opbrengsten stelde zij familiepakketten samen. Naast voedsel bevatten de pakketten ook kleding en kleine gebruiksvoorwerpen. Zij vormde de schakel tussen de verontruste buitenwereld en de gevangenen in het kamp. Zij ontving met andere vrijwilligers de familieleden in het koffiehuis bij  station Vught. Een belangrijk bron vormen 2.500 opgedoken brieven van familieleden aan mevrouw Timmenga-Hiemstra.